# John Adams (skladatel)
John Coolidge Adams (* 15. února 1947) je americký minimalistický hudební skladatel, nositel Pulitzerovy ceny z roku 2003 za chorál On the Transmigration of Souls na památku obětí teroristických útoků z 11. září 2001.
Nejvíce se proslavil svou operou Nixon v Číně (1985–1987), která měla za téma historickou návštěvu amerického prezidenta Richarda Nixona v Číně z roku 1972. Mezi jeho další známá díla patří Shaker Loops (1978), Grand Pianola Music (1982) a Harmonielehre (1985).
Přestože je John Adams kvůli repetitivním prvkům ve svých skladbách označován za minimalistického skladatele, jeho tvorba se někdy vymyká koncepcím tohoto směru. Adamsův hudební styl se vyznačuje meditativní atmosférou. V některých dílech (např. The Dharma at Big Sur) je patrná i jeho inspirace hudbou Středního východu.

## Nahrávky
- 2024 opera Girls of the Golden West, nakladatelství Nonesuch Records.[1]